# Fanny Stollár
Fanny Stollár (ur. 12 listopada 1998 w Budapeszcie) – węgierska tenisistka, triumfatorka juniorskiego Wimbledonu w grze podwójnej, brązowa medalistka igrzysk olimpijskich młodzieży w grze mieszanej.

## Kariera tenisowa
Treningi tenisowe rozpoczęła w wieku 3 lat. W juniorskich rozgrywkach zadebiutowała w maju 2012, podczas turnieju w Budapeszcie. W marcu 2013 w Hajfie sięgnęła po swój pierwszy tytuł juniorski w singlu. W styczniu 2014 zadebiutowała w juniorskim Wielkim Szlemie. W czerwcu 2014 po raz pierwszy wystąpiła w turnieju rankingi ITF, docierając w nim do półfinału. Nieco ponad dwa miesiące później startowała na igrzyskach olimpijskich młodzieży w Nankinie, podczas których osiągnęła ćwierćfinał w grze pojedynczej oraz, w parze z Kamilem Majchrzakiem, sięgnęła po brąz w grze mieszanej. W marcu 2015 zdobyła swoje dwa pierwsze tytuły ITF w grze pojedynczej kobiet, a dwa miesiące później wygrała swój pierwszy turniej w singlu. W tym samym roku, grając w parze z Dalmą Gálfi, zwyciężyła w juniorskim Wimbledonie, pokonując w finale Wierę Łapko i Terezę Mihalíkovą 6:3, 6:2.
W zawodach cyklu WTA Tour Węgierka wygrała trzy turnieje w grze podwójnej. Triumfowała też w jednym deblowym turnieju cyklu WTA 125K series.
19 listopada 2018 zajmowała najwyższe miejsce w rankingu singlowym WTA Tour – 114. pozycję, natomiast 10 września 2018 osiągnęła najwyższą lokatę w deblu – 67. miejsce.

## Finały turniejów WTA
| Legenda                     | Legenda |
| --------------------------- | ------- |
| Wielki Szlem                |         |
| Igrzyska olimpijskie        |         |
| WTA Tour Championships      |         |
| 2009 – 2020                 |         |
| WTA Premier Mandatory       |         |
| WTA Premier 5               |         |
| WTA Premier                 |         |
| WTA International Series    |         |
| WTA 125K series (2012–2020) |         |
| od 2021                     |         |
| WTA 1000 (obowiązkowe)      |         |
| WTA 1000 (nieobowiązkowe)   |         |
| WTA 500                     |         |
| WTA 250                     |         |
| WTA 125                     |         |

### Gra podwójna 10 (4–6)
| Końcowy wynik | Nr | Data                 | Turniej    | Nawierzchnia  | Partnerka             | Przeciwniczki                             | Wynik finału   |
| ------------- | -- | -------------------- | ---------- | ------------- | --------------------- | ----------------------------------------- | -------------- |
| Zwyciężczyni  | 1. | 25 lutego 2018       | Budapeszt  | Twarda (hala) | Georgina García Pérez | Kirsten Flipkens Johanna Larsson          | 4:6, 6:4, 10–3 |
| Finalistka    | 1. | 4 maja 2018          | Rabat      | Ceglana       | Georgina García Pérez | Anna Blinkowa Raluca Olaru                | 4:6, 4:6       |
| Finalistka    | 2. | 24 lutego 2019       | Budapeszt  | Twarda (hala) | Heather Watson        | Jekatierina Aleksandrowa Wiera Zwonariowa | 4:6, 6:4, 7–10 |
| Finalistka    | 3. | 3 sierpnia 2019      | Waszyngton | Twarda        | Maria Sanchez         | Coco Gauff Catherine McNally              | 2:6, 2:6       |
| Zwyciężczyni  | 2. | 17 lipca 2021        | Budapeszt  | Ceglana       | Mihaela Buzărnescu    | Aliona Bolsova Tamara Korpatsch           | 6:4, 6:4       |
| Zwyciężczyni  | 3. | 23 lipca 2023        | Budapeszt  | Ceglana       | Katarzyna Piter       | Jessie Aney Anna Sisková                  | 6:2, 4:6, 10–4 |
| Zwyciężczyni  | 4. | 20 lipca 2024        | Budapeszt  | Ceglana       | Katarzyna Piter       | Anna Danilina Irina Chromaczowa           | 6:3, 3:6, 10–3 |
| Finalistka    | 4. | 27 października 2024 | Kanton     | Twarda        | Katarzyna Piter       | Kateřina Siniaková Zhang Shuai            | 4:6, 1:6       |
| Finalistka    | 5. | 3 listopada 2024     | Nanchang   | Twarda        | Katarzyna Piter       | Guo Hanyu Moyuka Uchijima                 | 6:7(5), 5:7    |
| Finalistka    | 6. | 11 stycznia 2025     | Hobart     | Twarda        | Monica Niculescu      | Jiang Xinyu Wu Fang-hsien                 | 1:6, 6:7(6)    |

## Finały turniejów WTA 125

### Gra podwójna 3 (3–0)
| Końcowy wynik | Nr | Data            | Turniej     | Nawierzchnia | Partnerka       | Przeciwniczki                         | Wynik finału   |
| ------------- | -- | --------------- | ----------- | ------------ | --------------- | ------------------------------------- | -------------- |
| Zwyciężczyni  | 1. | 16 marca 2019   | Guadalajara | Twarda       | Maria Sanchez   | Cornelia Lister Renata Voráčová       | 7:5, 6:1       |
| Zwyciężczyni  | 2. | 16 czerwca 2024 | Walencja    | Ceglana      | Katarzyna Piter | Angelica Moratelli Renata Zarazúa     | 6:1, 4:6, 10–8 |
| Zwyciężczyni  | 3. | 7 września 2024 | Guadalajara | Twarda       | Katarzyna Piter | Angelica Moratelli Sabrina Santamaria | 6:4, 7:5       |

## Wygrane turnieje rangi ITF
| turnieje z pulą nagród 100 000 $ |
| turnieje z pulą nagród 80 000 $  |
| turnieje z pulą nagród 60 000 $  |
| turnieje z pulą nagród 25 000 $  |
| turnieje z pulą nagród 15 000 $  |
| turnieje z pulą nagród 10 000 $  |

### Gra pojedyncza
|    | Data       | Turniej | Naw.    | Przeciwniczka           | Wynik         |
| 1. | 30/05/2015 | Gałacz  | Ceglana | Georgia Andreea Crăciun | 2:6, 6:4, 7:5 |
| 2. | 14/05/2023 | Orlando | Ceglana | Dalayna Hewitt          | 7:6(4), 6:2   |

### Gra podwójna
|     | Data       | Turniej        | Naw.           | Partnerka              | Przeciwniczki                         | Wynik          |
| 1.  | 15/03/2015 | Gainesville    | Ceglana        | Ingrid Neel            | Sofia Kenin Marie Norris              | 6:3, 6:3       |
| 2.  | 22/03/2015 | Orlando        | Ceglana        | Ingrid Neel            | Katerina Kramperova Katerina Stewart  | 6:3, 7:6(4)    |
| 3.  | 21/02/2016 | Cuernavaca     | Twarda         | Aleksandrina Najdenowa | Elizaveta Ianchuk Katerina Kramperova | 6:3, 6:2       |
| 4.  | 28/08/2016 | Bükfürdő       | Ceglana        | Georgina García Pérez  | Dalma Gálfi Réka Luca Jani            | 6:3, 7:6(4)    |
| 5.  | 26/03/2017 | Mornington     | Ceglana        | Priscilla Hon          | Jessica Moore Varatchaya Wongteanchai | 6:1, 7:5       |
| 6.  | 11/03/2018 | Jokohama       | Twarda         | Laura Robson           | Momoko Kobori Chihiro Muramatsu       | 5:7, 6:2, 10–4 |
| 7.  | 27/10/2019 | Székesfehérvár | Ceglana (hala) | Georgina García Pérez  | Nina Potočnik Nika Radišič            | 6:1, 7:6(4)    |
| 8.  | 08/03/2020 | Potchefstroom  | Twarda         | Samantha Murray Sharan | Berfu Cengiz Paige Hourigan           | 6:1, 6:1       |
| 9.  | 20/09/2020 | Grado          | Ceglana        | Anna Bondár            | Federica Di Sarra Camilla Rosatello   | 7:5, 6:2       |
| 10. | 26/06/2021 | Charleston     | Ceglana        | Aldila Sutjiadi        | Rasheeda McAdoo Peyton Stearns        | 6:0, 6:4       |

## Medale igrzysk olimpijskich młodzieży

### Gra mieszana
| Końcowy wynik | Rok  | Turniej | Nawierzchnia | Partner         | Przeciwnicy             | Wynik finału   |
| Brązowy medal | 2014 | Nankin  | Twarda       | Kamil Majchrzak | Ioana Ducu Matías Zukas | 6:3, 3:6, 10–5 |

## Finały juniorskich turniejów wielkoszlemowych

### Gra podwójna (1)
| Końcowy wynik | Rok  | Turniej   | Nawierzchnia | Partnerka   | Przeciwniczki                 | Wynik finału |
| Zwyciężczyni  | 2015 | Wimbledon | Trawiasta    | Dalma Gálfi | Wiera Łapko Tereza Mihalíková | 6:3, 6:2     |